# Đỗ Đức Mười
Đỗ Đức Mười (nacido en 1997) es un hombre de negocios que vive en Vietnam . Es el director general de una empresa de efectos físicos, efectos especiales y diseño de vestuario: Transform Studio .

## Antecedentes y carrera
Đỗ Đức Mười nacido en 1997 en la provincia de Lao Cai, Vietnam. Es alumno de la Universidad de Arquitectura de Hanói .
En el undécimo grado, Mười comenzó a aprender y conocer el patio de juegos de "cosplay" en Hanói. Luego tomó el examen de ingreso a la Facultad de Mobiliario de la Universidad de Arquitectura de Hanói. Diez una vez hipotecaron una casa familiar en Lao Cai al banco para recaudar 200 millones de VND para iniciar un negocio
En 2017, Mười fundó Transform Studio, que inicialmente diseñó, vendió y alquiló disfraces, luego se expandió a efectos y efectos.
Se unió a Shark Tank y logró el éxito cuando recaudó 3,1 mil millones de VND en apoyo de Tran Anh Vuong y Thai Van Linh y se convirtió en la primera startup en recaudar capital con éxito en el programa.